# Diplycosia sphenophylla
Diplycosia sphenophylla är en ljungväxtart som beskrevs av Herman Otto Sleumer. Diplycosia sphenophylla ingår i släktet Diplycosia och familjen ljungväxter. Inga underarter finns listade i Catalogue of Life.